# 李隆弟
李隆弟（1939年—），贵州遵义人，中华人民共和国化学家。

## 生平
李隆弟早年就读于遵义四中。在该校化学老师李扬波的教导下，李隆弟开始热爱化学。后来，李隆弟成为清华大学化学系教授，主要从事“光致发光和分子识别机理及应用研究”。李隆弟现已退休。
李隆弟等的“室温磷光机理与应用研究”于1999年获得北京科技进步二等奖（甲类）。

## 著作
- 薛华,李隆弟,郁鉴源，分析化学(第二版)，清华大学出版社，1994年